# Mistrzostwa Estonii w piłce siatkowej mężczyzn (2021)
Mistrzostwa Estonii w piłce siatkowej mężczyzn 2021 (est. Eesti meeste meistrivõistlused võrkpallis 2021) – 96. sezon walki o mistrzostwo Estonii (wliczając mistrzostwa Estonii w latach 1925-1944 oraz mistrzostwa Estońskiej SRR) zorganizowany przez Estoński Związek Piłki Siatkowej (Eesti Võrkpalli Liit, EVL). Mistrzostwa zainaugurowane zostały 6 lutego i trwały do 1 kwietnia 2021 roku.
Rozgrywki składały się z fazy zasadniczej oraz fazy play-off. W fazie zasadniczej drużyny grające w lidze bałtyckiej rozegrały między sobą po jednym spotkaniu. Cztery najlepsze zespoły awansowały do fazy play-off. W ramach fazy play-off odbyły się półfinały, mecze o 3. miejsce oraz finały.
Po raz czwarty mistrzem Estonii został klub Bigbank Tartu, który w finałach fazy play-off pokonał Saaremaa VK. Trzecie miejsce zajął Selver Tallinn.

## System rozgrywek
W Mistrzostwach Estonii 2021 uczestniczyło pięć drużyn grających w lidze bałtyckiej.  Rozgrywki składały się z fazy zasadniczej oraz fazy play-off.

### Faza zasadnicza
W fazie zasadniczej drużyny rozegrały między sobą po jednym spotkaniu. W zależności od miejsca zajętego w fazie zasadniczej ligi bałtyckiej drużyny rozpoczynają rywalizację z następującą liczbą punktów:
- 1. miejsce – 5 punktów,
- 2. miejsce – 4 punkty,
- 3. miejsce – 3 punkty,
- 4. miejsce – 2 punkty,
- 5. miejsce – 1 punkt.

Cztery najlepsze drużyny uzyskują awans do fazy play-off. Zespół, który zajął 5. miejsce, kończy udział w rozgrywkach.

### Faza play-off
Faza play-off składa się z półfinałów, meczów o 3. miejsce i finałów.
Pary półfinałowe tworzone są na podstawie miejsc zajętych przez poszczególne drużyny w fazie zasadniczej według klucza: 1-4, 2-3. Zwycięzcy półfinałów rywalizują o mistrzostwo w finałach, przegrani natomiast grają o 3. miejsce.
We wszystkich rundach rywalizacja toczy się do trzech wygranych meczów ze zmianą gospodarza po każdym spotkaniu. Gospodarzem pierwszego meczu jest zespół, który w fazie zasadniczej zajął wyższe miejsce.

## Drużyny uczestniczące
| | Mistrzostwa Estonii 2021 |   |    |
| --- | ------------------------ | - | -- |
| SAA | Saaremaa VK              | — | Ch |
| SEL | Selver Tallinn           | — |    |
| TRT | Bigbank Tartu            | — |    |
| PÄR | Pärnu VK                 | — | Ch |
| TTE | TalTech                  | — |    |
| Oznaczenia: - kolumna pierwsza – skróty nazw drużyn wpisane na mapie (jeśli ta została zamieszczona), - kolumna trzecia – miejsce zajęte przez daną drużynę w poprzednim sezonie. |                          |   |    |

Uwaga: Mistrzostwa Estonii w 2020 roku zostały odwołane z powodu pandemii COVID-19.

## Faza zasadnicza

### Tabela wyników
| Gospodarz \ Gość1 | SAA | SEL | TRT | PÄR | TTE |
| ----------------- | --- | --- | --- | --- | --- |
| Saaremaa VK       | -   | 3:0 | -   | -   | 3:2 |
| Selver Tallinn    | -   | -   | 2:3 | 3:1 | -   |
| Bigbank Tartu     | 3:1 | -   | -   | 3:1 | -   |
| Pärnu VK          | 1:3 | -   | -   | -   | 3:0 |
| TalTech           | -   | 0:3 | 1:3 | -   | -   |

Źródło: EVL – Data Project (est.)
1 Drużyna gospodarzy jest wymieniona po lewej stronie tabeli.
Kolory:
  zwycięstwo gospodarzy 3:0 lub 3:1
  zwycięstwo gospodarzy 3:2
  zwycięstwo gości 3:0 lub 3:1
  zwycięstwo gości 3:2

### Terminarz i wyniki spotkań
| Data       | Godz. | Gospodarz      | Rezultat                                | Gość           |
| ---------- | ----- | -------------- | --------------------------------------- | -------------- |
| 06.02.2021 | 17:00 | TalTech        | 0:3 (17:25, 12:25, 24:26)               | Selver Tallinn |
| 10.02.2021 | 18:00 | Selver Tallinn | 3:1 (25:27, 25:20, 25:14, 25:17)        | Pärnu VK       |
| 13.02.2021 | 17:00 | Bigbank Tartu  | 3:1 (25:23, 25:21, 19:25, 25:21)        | Saaremaa VK    |
| 14.02.2021 | 17:00 | Pärnu VK       | 3:0 (25:19, 25:18, 25:20)               | TalTech        |
| 17.02.2021 | 19:30 | TalTech        | 1:3 (23:25, 18:25, 25:19, 18:25)        | Bigbank Tartu  |
| 20.02.2021 | 17:00 | Pärnu VK       | 1:3 (21:25, 20:25, 25:19, 19:25)        | Saaremaa VK    |
| 21.02.2021 | 17:00 | Selver Tallinn | 2:3 (23:25, 18:25, 25:13, 25:21, 13:15) | Bigbank Tartu  |
| 25.02.2021 | 18:00 | Saaremaa VK    | 3:0 (25:23, 29:27, 25:17)               | Selver Tallinn |
| 28.02.2021 | 16:00 | Saaremaa VK    | 3:2 (25:19, 21:25, 21:25, 25:23, 15:9)  | TalTech        |
| 28.02.2021 | 19:00 | Bigbank Tartu  | 3:1 (25:17, 19:25, 25:19, 25:19)        | Pärnu VK       |

### Tabela
| Lp. | Drużyna        | Pkt | Mecze | Mecze | Mecze | Rodzaj wyniku | Rodzaj wyniku | Rodzaj wyniku | Rodzaj wyniku | Rodzaj wyniku | Rodzaj wyniku | Sety | Sety | Sety  | Małe punkty | Małe punkty | Małe punkty |
| Lp. | Drużyna        | Pkt | M     | W     | P     | 3:0           | 3:1           | 3:2           | 2:3           | 1:3           | 0:3           | wyg. | prz. | stos. | zdob.       | str.        | stos.       |
| --- | -------------- | --- | ----- | ----- | ----- | ------------- | ------------- | ------------- | ------------- | ------------- | ------------- | ---- | ---- | ----- | ----------- | ----------- | ----------- |
| 1   | Bigbank Tartu  | 14  | 4     | 4     | 0     | 0             | 3             | 1             | 0             | 0             | 0             | 12   | 5    | 2.4   | 381         | 358         | 1.064       |
| 2   | Saaremaa VK    | 13  | 4     | 3     | 1     | 1             | 1             | 1             | 0             | 1             | 0             | 10   | 6    | 1.667 | 370         | 347         | 1.066       |
| 3   | Selver Tallinn | 11  | 4     | 2     | 2     | 1             | 1             | 0             | 1             | 0             | 1             | 8    | 7    | 1.143 | 347         | 309         | 1.123       |
| 4   | Pärnu VK       | 5   | 4     | 1     | 3     | 1             | 0             | 0             | 0             | 3             | 0             | 6    | 9    | 0.667 | 318         | 345         | 0.922       |
| 5   | TalTech        | 2   | 4     | 0     | 4     | 0             | 0             | 0             | 1             | 1             | 2             | 3    | 12   | 0.25  | 295         | 352         | 0.838       |

Źródło: EVL – Data Project (est.)
Punktacja: 3:0 i 3:1 – 3 pkt; 3:2 – 2 pkt; 2:3 – 1 pkt; 1:3 i 0:3 – 0 pkt
Zasady ustalania kolejności: 1. liczba punktów; 2. liczba zwycięstw; 3. stosunek setów; 4. stosunek małych punktów; 5. bilans w bezpośrednich meczach
Uwaga: Drużyny rozpoczynały rywalizację z następującą liczbą punktów: Saaremaa VK – 5 pkt; Selver Tallinn – 4 pkt; Bigbank Tartu – 3 pkt; Pärnu VK – 2 pkt; TalTech – 1 pkt.
     faza play-off

## Faza play-off

### Drabinka
|  |           |                |           |             |           |           |           |                    |               |        |        |        |        |        |        |        |
|  | Półfinały | Półfinały      | Półfinały | Półfinały   | Półfinały | Półfinały | Półfinały |                    |               | Finały | Finały | Finały | Finały | Finały | Finały | Finały |
|  | Półfinały | Półfinały      | Półfinały | Półfinały   | Półfinały | Półfinały | Półfinały |                    |               | Finały | Finały | Finały | Finały | Finały | Finały | Finały |
|  |           |                |           |             |           |           |           |                    |               |        |        |        |        |        |        |        |
|  |           |                |           |             |           |           |           |                    |               |        |        |        |        |        |        |        |
|  | 1         | Bigbank Tartu  | 3         | 3           | 3         |           |           |                    |               |        |        |        |        |        |        |        |
|  | 1         | Bigbank Tartu  | 3         | 3           | 3         |           |           |                    |               |        |        |        |        |        |        |        |
|  | 4         | Pärnu VK       | 0         | 1           | 0         |           |           |                    |               |        |        |        |        |        |        |        |
|  | 4         | Pärnu VK       | 0         | 1           | 0         |           |           | 1                  | Bigbank Tartu | 3      | 3      | –      |        |        |        |        |
|  |           |                |           |             |           |           |           | 1                  | Bigbank Tartu | 3      | 3      | –      |        |        |        |        |
|  |           |                | 2         | Saaremaa VK | 0         | 0         | –         |                    |               |        |        |        |        |        |        |        |
|  | 2         | Saaremaa VK    | 2         | Saaremaa VK | 0         | 0         | –         | 0                  | 0             | 3      | 3      | 3      |        |        |        |        |
|  | 2         | Saaremaa VK    |           |             |           |           |           |                    |               |        |        | 3      |        |        |        |        |
|  | 3         | Selver Tallinn | 3         | 3           | 2         | 0         | 2         |                    |               |        |        |        |        |        |        |        |
|  | 3         | Selver Tallinn | 3         | 3           | 2         | 0         | 2         | Mecze o 3. miejsce |               |        |        |        |        |        |        |        |
|  |           |                |           |             |           |           |           |                    |               |        |        |        |        |        |        |        |
|  |           |                |           |             |           |           |           |                    |               |        |        |        |        |        |        |        |
|  |           |                |           |             |           |           |           |                    |               |        |        |        |        |        |        |        |
|  | 3         | Selver Tallinn | 3         | 3           | –         |           |           |                    |               |        |        |        |        |        |        |        |
|  | 3         | Selver Tallinn | 3         | 3           | –         |           |           |                    |               |        |        |        |        |        |        |        |
|  | 4         | Pärnu VK       | 0         | 0           | –         |           |           |                    |               |        |        |        |        |        |        |        |
|  | 4         | Pärnu VK       | 0         | 0           | –         |           |           |                    |               |        |        |        |        |        |        |        |

### Półfinały
(do trzech zwycięstw)
| Data              | Godz.             | Gospodarz         | Rezultat                                | Gość               |
| ----------------- | ----------------- | ----------------- | --------------------------------------- | ------------------ |
| Bigbank Tartu (1) | Bigbank Tartu (1) | Bigbank Tartu (1) | 3 – 0                                   | (4) Pärnu VK       |
| 04.03.2021        | 20:00             | Bigbank Tartu     | 3:0 (25:21, 25:20, 25:21)               | Pärnu VK           |
| 08.03.2021        | 19:00             | Pärnu VK          | 1:3 (16:25, 21:25, 26:24, 16:25)        | Bigbank Tartu      |
| 13.03.2021        | 13:00             | Bigbank Tartu     | 3:0 (25:0, 25:0, 25:0)                  | Pärnu VK           |
| Saaremaa VK (2)   | Saaremaa VK (2)   | Saaremaa VK (2)   | 3 – 2                                   | (3) Selver Tallinn |
| 03.03.2021        | 19:00             | Saaremaa VK       | 0:3 (22:25, 19:25, 19:25)               | Selver Tallinn     |
| 07.03.2021        | 17:00             | Selver Tallinn    | 3:0 (25:15, 25:14, 25:21)               | Saaremaa VK        |
| 10.03.2021        | 19:00             | Saaremaa VK       | 3:2 (20:25, 25:27, 29:27, 25:16, 15:12) | Selver Tallinn     |
| 24.03.2021        | 19:00             | Selver Tallinn    | 0:3 (18:25, 21:25, 22:25)               | Saaremaa VK        |
| 26.03.2021        | 18:00             | Saaremaa VK       | 3:2 (25:18, 25:22, 20:25, 21:25, 15:6)  | Selver Tallinn     |

### Mecze o 3. miejsce
(do trzech zwycięstw)
| Data               | Godz.              | Gospodarz          | Rezultat                  | Gość           |
| ------------------ | ------------------ | ------------------ | ------------------------- | -------------- |
| Selver Tallinn (3) | Selver Tallinn (3) | Selver Tallinn (3) | 2 – 0                     | (4) Pärnu VK   |
| 29.03.2021         | 19:00              | Selver Tallinn     | 3:0 (25:21, 25:23, 25:20) | Pärnu VK       |
| 01.04.2021         | 19:00              | Pärnu VK           | 0:3 (19:25, 23:25, 18:25) | Selver Tallinn |

### Finały
(do trzech zwycięstw)
| Data              | Godz.             | Gospodarz         | Rezultat                  | Gość            |
| ----------------- | ----------------- | ----------------- | ------------------------- | --------------- |
| Bigbank Tartu (1) | Bigbank Tartu (1) | Bigbank Tartu (1) | 2 – 0                     | (2) Saaremaa VK |
| 28.03.2021        | 17:00             | Bigbank Tartu     | 3:0 (27:25, 25:14, 25:16) | Saaremaa VK     |
| 31.03.2021        | 19:00             | Saaremaa VK       | 0:3 (20:25, 17:25, 25:27) | Bigbank Tartu   |

## Klasyfikacja końcowa
| Poz. | Drużyna        |
| ---- | -------------- |
| 1.   | Bigbank Tartu  |
| 2.   | Saaremaa VK    |
| 3.   | Selver Tallinn |
| 4.   | Pärnu VK       |
| 5.   | TalTech        |

     Eliminacje Ligi Mistrzów 2021/2022
     Puchar Challenge 2021/2022